# Ricardo Faccio
Ricardo Gregorio Faccio (Durazno, Uruguay, 13 de marzo de 1907-9 de septiembre de 1970) fue un futbolista y entrenador uruguayo. 

## Trayectoria
Se inició como futbolista en Durazno, su ciudad natal. Luego ya en Montevideo pasó por clubes menores como el Universal Football Club y el Club Uruguay de Football. En 1931 desemboca en el Club Nacional de Football, en el cual permanece hasta mediados de 1933 para emigrar al fútbol italiano. Juega durante tres temporadas en el Inter de Milán hasta 1936. De regreso en Uruguay retorna a Nacional, conquistando los títulos de Primera División de 1939 y 1940.

## Selección nacional
Fue internacional con la Selección de fútbol de Uruguay en 3 ocasiones. Luego en su paso por el Inter de Milán defendió a la Selección italiana en 5 oportunidades, obteniendo un título de la Copa Dr. Gerö.

## Clubes

### Como futbolista
En su carrera como futbolista defendió a varios clubes uruguayos y al Internazionale de Italia.
| Club           | País    | Año       |
| -------------- | ------- | --------- |
| Universal      | Uruguay |           |
| Uruguay        | Uruguay |           |
| Nacional       | Uruguay | 1931-1933 |
| Internazionale | Italia  | 1933-1936 |
| Nacional       | Uruguay | 1937-1940 |
| Bella Vista    | Uruguay | 1941      |

### Como entrenador
| Club             | País    | Año       |
| ---------------- | ------- | --------- |
| Nacional         | Uruguay | 1946-1947 |
| Atlético Chalaco | Perú    | 1949      |
| León             | México  | 1952-1953 |

## Palmarés

### Como futbolista

#### Campeonatos nacionales
| Título                  | Club     | País    | Año  |
| ----------------------- | -------- | ------- | ---- |
| Campeonato Uruguayo (1) | Nacional | Uruguay | 1939 |
| Campeonato Uruguayo (2) | Nacional | Uruguay | 1940 |

#### Copas internacionales
| Título        | Equipo             | Año     |
| ------------- | ------------------ | ------- |
| Copa Dr. Gerö | Selección Italiana | 1933-35 |

### Como entrenador
| Título              | Club     | País    | Año  |
| ------------------- | -------- | ------- | ---- |
| Campeonato Uruguayo | Nacional | Uruguay | 1947 |